# Yangxiang (köpinghuvudort i Kina, Jiangsu Sheng, lat 31,48, long 119,59)
Yangxiang (kinesiska: 杨巷, 杨巷镇) är en köpinghuvudort i Kina. Den ligger i provinsen Jiangsu, i den östra delen av landet, omkring 99 kilometer sydost om provinshuvudstaden Nanjing. Antalet invånare är 39 750. Befolkningen består av 19 995 kvinnor och 19 755 män. Barn under 15 år utgör 10,0 %, vuxna 15-64 år 72 %, och äldre över 65 år 17,0 %.
Runt Yangxiang är det tätbefolkat, med 790 invånare per kvadratkilometer. Närmaste större samhälle är Xushe, 10,9 km sydost om Yangxiang. Trakten runt Yangxiang består till största delen av jordbruksmark.
Genomsnittlig årsnederbörd är 1 542 millimeter. Den regnigaste månaden är juli, med i genomsnitt 268 mm nederbörd, och den torraste är december, med 50 mm nederbörd.